# Яндарбиев, Хамзат Шамсадович
Хамзат Шамсадович Яндарбиев (род. 5 августа 1940, Старые Атаги, Чечено-Ингушская АССР) — чеченский писатель, поэт, учёный, политический и общественный деятель, член Союзов писателей Чечни и России, кандидат педагогических наук, доцент кафедры отечественной и мировой литературы Чеченского государственного университета, Почётный гражданин Чеченской Республики.

## Биография
Он жил и работал среди нас, был популярен среди самых различных слоев населения республики: интеллигенции, учащейся и студенческой молодежи, хотя мы, атагинцы, не всегда замечали его. Вспоминали, когда в нём появлялась острая нужда. К нему шли, когда нужно было защитить от расхитителей атагинскую землю. Его дом осаждали обиженные судьбой и властью, обездоленные люди. Он никому не отказывал в помощи, даже тем, кто доносил на него. Хамзат всегда жил радостями и страданиями своего народа, остро реагируя на несправедливость властей по отношению к малочисленным народам.
В годы депортации учился в школе № 14 Лениногорска Восточно-Казахстанской области. В 6-м классе скопил денег и подписался на чеченскую газету «Къинхьегаман байракх» («Знамя труда»), в которой публиковались произведения известных чеченских писателей и поэтов Халида Ошаева, Саидбея Арсанова, Магомета Мамакаева, Магомед-Салаха Гадаева, Абдулы Хамидова, Нурдина Музаева, Магомеда Сулаева, Хасмагомеда Эдилова, Раисы Ахматовой.
Начал пробовать себя в литературе ещё в студенческие годы. В 1963 году было опубликовано его первое произведение.
В 1964 году окончил историко-филологический факультет Чечено-Ингушского педагогического института. После завершения учёбы был учителем в школе, работал в музее-заповеднике, в институте усовершенствования учителей, пединституте, университете. Учился в аспирантуре научно-исследовательского института национальных школ Министерства образования России. В 1990 году защитил диссертацию.
С конца 1970-х годов стал активно выступать в республиканской прессе со статьями на актуальные темы по общественной жизни республики, истории чеченского народа, сохранении культурного наследия. Некоторые из его статей обсуждались на заседаниях Грозненского горсовета и по ним принимались соответствующие решения.

### Политическая деятельность
В 1991 году был избран в Парламент Чеченской Республики Ичкерия. Работал в Комитете по науке, культуре и образованию. В 1993 году возглавил парламентский Комитет по иностранным делам, в октябре 1994 года стал заместителем председателя парламента. На него неоднократно совершались покушения, но он никогда не пользовался охраной.
Неоднократно встречался с парламентариями Грузии, Армении, Азербайджана, стран Балтии, выступал с осуждением войны на выездных парламентских слушаниях Госдумы России в июне 1996 года, защищал интересы чеченского народа на международных конференциях.

### Проекты
Много лет по собственной инициативе работал над проектом транскавказской автомобильной дороги, которая соединила бы Чечню с Грузией. Дважды пешком прошёл по предполагаемому маршруту будущей трассы. Дорога была закончена в 1999 году.
В 1990-е годы он предлагал построить завод технического стекла на базе сохранившихся к тому времени производственных мощностей, который использовал бы местное сырьё. Реализация проекта могла бы заметно улучшить экономическое положение республики.
Вместе с тогдашним президентом Академии наук Чечни Хамзатом Ибрагимовым планировал создать совместную арабско-чеченскую Академию наук, финансируемую богатыми арабскими странами. Начавшиеся военные действия сорвали реализацию этих планов.

## Награды
В 1993 году ему было присвоено звание «Почётный гражданин Чеченской Республики».

### Книги
- Яндарбиев Х. Ш. Преступление века (Депортация чеченцев в 1944 году в Казахстан и Киргизию, и жизнь в депортации) / Ред. Ирисханов И. А.. — Грозный: «Книга», 1992. — 64 с.
- Яндарбиев Х. Ш. Методика изучения произведений крупных эпических жанров на уроках русской литературы в национальной школе. Учебно-методическое пособие для учителей школ и студентов филологических факультетов. — Грозный, 2011. — 221 с.
- Яндарбиев Х. Ш. Изучение биографий русских писателей в чеченской школе. Учебно-методическое пособие для учителей школ и студентов филологических факультетов. — Грозный, 2014. — 270 с.
- Яндарбиев Х. Ш. Этот ужасный мир = Хӏара исбаьхьа ирча дуьне. — Грозный, 2007. — 108 с. — 900 экз.
- Яндарбиев Х. Ш. Поиск камня счастья = Ирсан тӏулг лехар / Ирисханов И. А.. — Грозный: Грозненский рабочий, 2015. — 192 с. — 1000 экз.

### Статьи

#### На русском языке
- Яндарбиев Х. Ш. Ещё раз к вопросу о вайнахо-закавказских параллелях в древности // Вестник «Лам» : журнал. — 2002. — № 3. — С. 36-40.
- Яндарбиев Х. Ш. Древнейшее поселение Чечни // Вести республики : газета. — 2014. — 25 сентября (№ 186). — С. 3.
- Яндарбиев Х. Ш. Карта-схема на уроке литературы // Литература в школе : журнал. — 1985. — № 5. — С. 46-47.
- Яндарбиев Х. Ш. Краеведческий материал на уроке // Русский язык в национальной школе : журнал. — 1987. — № 12. — С. 38-40.
- Яндарбиев Х. Ш. В этом романе есть что-то неразгаданное // Русский язык в национальной школе : журнал. — 1990. — № 2. — С. 20-23.
- Яндарбиев Х. Ш. Методология обучения языкам в начальных классах чеченской школы // Вестник ЧИПКРО : журнал. — 2003. — № 4. — С. 11-13.
- Яндарбиев Х. Ш. Вводный урок по изучению творчества М. Ю. Лермонтова // Вестник ЧИПКРО : журнал. — 2004. — № 1(5). — С. 61-67.
- Яндарбиев Х. Ш. Методический журнал как средство повышения мастерства учителя // Вестник ЧИПКРО : журнал. — 2004. — № 2(6). — С. 154—156.
- Яндарбиев Х. Ш. Изучение романа Лермонтова «Герой нашего времени» с учетом жанровой специфики // Вестник ЧИПКРО : журнал. — 2005. — № 3(7). — С. 47-63.
- Яндарбиев Х. Ш. Чеченская школа на пути к реформе // Вестник ЧИПКРО : журнал. — 2007. — № 1(11). — С. 12-16.
- Яндарбиев Х. Ш. Изучение русской литературы в школах ЧР как иноязычной // Вестник ИРО : журнал. — 2011. — № 8. — С. 126-129.
- Яндарбиев Х. Ш. Изучение русской литературы в школах ЧР // Материалы Всероссийской конференции посвященной Дню чеченского языка : книга. — 2011. — 29 апреля (№ 8). — С. 101—103.
- Яндарбиев Х. Ш. Восстанет ли из пепла феникс? // Литературная Чечено-Ингушетия : журнал. — 1991. — С. 112—128.
- Яндарбиев Х. Ш. Нахские народы и средиземноморская цивилизация // Вестник «Лам» : журнал. — 2001. — № 9. — С. 32-35.
- Яндарбиев Х. Ш. Чеченцы в изгнании // Вестник ЧИПКРО : журнал. — 2004. — № 1(5). — С. 113—119.
- Яндарбиев Х. Ш. К вопросу о существовании в прошлом у чеченцев государственности с признаками правовых систем // Вестник ЧИПКРО : журнал. — 2004. — № 2(6). — С. 100—104.
- Яндарбиев Х. Ш. Язык и нация // Вестник ЧИПКРО : журнал. — 2005. — № 3(7). — С. 4-10.
- Яндарбиев Х. Ш. Об ареале расселения нахских племен во II тысячелетии до н. э. — I тысячелетии н. э. // Вестник ЧИПКРО : журнал. — 2005. — № 2(9). — С. 71-77.
- Яндарбиев Х. Ш. Женщина в чеченском обществе // Вестник ЧИПКРО : журнал. — 2005. — № 2(9). — С. 139—144.
- Яндарбиев Х. Ш. К вопросу о границах Нохчийн мохк // Вестник ЧИПКРО : журнал. — 2006. — № 1(10). — С. 76-88.
- Яндарбиев Х. Ш. Какую историю и литературу мы изучали // Вестник ЧИПКРО : журнал. — 2007. — № 1(11). — С. 96-110.
- Яндарбиев Х. Ш. К вопросу о чеченской тематике в русской литературе // Материалы научной конференции, посвящённой 90-летию со дня рождения Ю. Д. Дешериева : книга. — 2009. — С. 310—316.
- Яндарбиев Х. Ш. Ударение в чеченской поэтической речи // Чеченский язык: проблемы и перспективы развития : книга. — 2010. — С. 310—316.
- Яндарбиев Х. Ш. Шейх Али Митаев // Исламан зӏаьнарш : газета. — 2001. — № 1(45). — С. 42-45.
- Яндарбиев Х. Ш. Литературоведение против истории и русской классики // Вестник ЧГУ : газета. — 2011. — № 2. — С. 209—216.
- Яндарбиев Х. Ш. Кавказ без вайнахов // Материалы ежегодной итоговой конференции ППС ЧГУ : книга. — 2013. — С. 397—401.
- Яндарбиев Х. Ш. Забытая экспедиция // Вестник ИРО : журнал. — 2013. — № 10. — С. 113—119.
- Яндарбиев Х. Ш. Этот загадочный и таинственный Л. Ш. // Вестник ИРО : журнал. — 2014. — № 13. — С. 41-43.
- Яндарбиев Х. Ш. К загадке рождения поэта // Материалы Международной Лермонтовской конференции : книга. — 2014. — С. 43-53.

#### На чеченском языке
- Яндарбиев Х. Ш.  (чеч.) = Нохчийн мотт хьаш хиларе дуьгу некъаш // Актуальные проблемы чеченской филологии : книга. — Грозный, 2006. — С. 36-39.
- Яндарбиев Х. Ш. «Дашо маха» цӏе йолу М. Мусаевн повесть (чеч.) // «Орга» : журнал. — 1964. — № 2. — С. 101—103.
- Яндарбиев Х. Ш. Ткъолгӏачу бӏешеран ларамца (чеч.) // Вестник ИРО : журнал. — 2014. — № 12. — С. 153—159.